# John Hillerman
John Benedict Hillerman (Denison, 20 december 1932 - Houston, 9 november 2017) was een Amerikaans acteur. Hij won in 1982 een Golden Globe en in 1987 een Primetime Emmy Award, allebei voor zijn bijrol als de Engelse Jonathan Higgins in de detectiveserie Magnum, P.I.. Voor diezelfde rol werd hij ook in 1983, 1985, 1987 en 1988 genomineerd voor een Golden Globe en ook in 1984, 1985 en 1986 voor een Primetime Emmy Award. Hillerman maakte in 1970 zijn film- en acteerdebuut als een niet bij naam genoemde verslaggever in het misdaaddrama They Call Me Mister Tibbs!.

## Filmografie
*Exclusief 15 televisiefilms
| - A Very Brady Sequel (1996) - Gummibärchen küßt man nicht (1989) - Up the Creek (1984) - Little Gloria... Happy at Last (1982, televisiefilm) - History of the World: Part I (1981) - Sunburn (1979) - Audrey Rose (1977) - Lucky Lady (1975) - The Day of the Locust (1975) - At Long Last Love (1975) - Chinatown (1974) - The Nickel Ride (1974) - Blazing Saddles (1974) | - The Naked Ape (1973) - Paper Moon (1973) - High Plains Drifter (1973) - The Thief Who Came to Dinner (1973) - Un homme est mort (1972) - Skyjacked (1972) - The Carey Treatment (1972) - What's Up, Doc? (1972) - Honky (1971) - The Last Picture Show (1971) - Lawman (1971) - They Call Me Mister Tibbs! (1970) |

## Televisieseries
*Exclusief 15+ eenmalige gastrollen
- Valerie - Lloyd Hogan (1990-1991, dertien afleveringen)
- Around the World in 80 Days - Sir Francis Commarty (1989, drie afleveringen - miniserie)
- Magnum, P.I. - Jonathan Quayle Higgins III (1980-1988, 158 afleveringen)
- The Love Boat - Ed Hartnett (1979, twee afleveringen)
- Tales of the Gold Monkey - Monocle (1982, twee afleveringen)
- One Day at a Time - Mr. Connors (1976-1980, zes afleveringen)
- The Betty White Show - John Elliot (1977-1978, veertien afleveringen)
- Ellery Queen - Simon Brimmer (1975-1976, acht afleveringen)

- Biblioteca Nacional de España: XX1557266
- Bibliothèque nationale de France: cb14187094d (data)
- Gemeinsame Normdatei: 1143964233
- International Standard Name Identifier: 0000 0001 0890 2808
- Library of Congress Control Number: no92022773
- Nationale Bibliotheek van Tsjechië: xx0219816
- Nationale Bibliotheek van Israël: 987007325083605171
- Système universitaire de documentation: 059867663
- Virtual International Authority File: 39586819
- WorldCat: E39PBJmdtRj3dhRJWp3PrH6xjC